# Condado de Glacier
El condado de Glacier (en inglés: Glacier County), fundado en 1919, es uno de los 56 condados del estado estadounidense de Montana. En el año 2000 tenía una población de 13.247 habitantes con una densidad poblacional de 2 personas por km². La sede del condado es Cut Bank.

## Geografía
Según la Oficina del Censo, el condado tiene un área total de 7866 km² (3037,1 mi²), de la cual 7757 km² (2995,0 mi²) es tierra y 109 km² (42,1 mi²) (1.40%) es agua.

### Condados adyacentes
- Condado de Flathead - oeste
- Condado de Pondera - sur
- Condado de Toole - este
- Condado de Cardston - norte
- Improvement District No. 4 (Alberta) - norte
- Condado de Warner No. 5 (Alberta) - noreste

## Demografía
En el 2000 la renta per cápita promedia del condado era de $27,921, y el ingreso promedio para una familia era de $31,193. En 2000 los hombres tenían un ingreso per cápita de $27,445 versus $23,036 para las mujeres. El ingreso per cápita para el condado era de $11,597. Alrededor del 27.3% de la población estaba bajo el umbral de pobreza nacional.

## Comunidades

### Ciudad
- Cut Bank

### Pueblo
- Browning

### Lugares designados por el censo
- East Glacier Park Village
- North Browning
- South Browning
- Starr School

### Otras comunidades
- Babb
- St. Mary